# Lijst van voetbalinterlands Amerikaanse Maagdeneilanden - Haïti (vrouwen)
Deze lijst van voetbalinterlands is een overzicht van alle officiële voetbalinterlands tussen de nationale vrouwenteams van de Amerikaanse Maagdeneilanden en Haïti. De landen hebben tot nu toe twee keer tegen elkaar gespeeld.

## Wedstrijden
| № | Plaats         | Datum         | Competitie        | Wedstrijd                           | Uitslag |
| - | -------------- | ------------- | ----------------- | ----------------------------------- | ------- |
| 1 | Port-au-Prince | 19 april 2018 | Vriendschappelijk | Haïti − Amerikaanse Maagdeneilanden | 7 − 0   |
| 2 | Port-au-Prince | 21 april 2018 | Vriendschappelijk | Haïti − Amerikaanse Maagdeneilanden | 14 − 0  |

## Samenvatting
| Competitie        | Totaal gespeeld | Winst Amerikaanse Maagdeneilanden | Gelijk | Winst Haïti | Doelsaldo Amerikaanse Maagdeneilanden – Haïti |
| ----------------- | --------------- | --------------------------------- | ------ | ----------- | --------------------------------------------- |
| Vriendschappelijk | 2               | 0                                 | 0      | 2           | 0 − 21                                        |
| Totaal            | 2               | 0                                 | 0      | 2           | 0 − 21                                        |